# Revista Española de Pedagogía
Revista Española de Pedagogía es una revista española de investigación pedagógica creada en 1943, dentro del Instituto San José de Calasanz, perteneciente al Consejo Superior de Investigaciones Científicas.
Se encuentra entre las doce más antiguas del mundo en cuanto a publicaciones de esta naturaleza se refiere, habiendo mantenido, además, una continuidad ininterrumpida desde su nacimiento. 
Víctor García Hoz dirigió esta revista hasta 1982, en que fue sustituido por José Antonio Ibáñez Martín.
A partir de 1995, pasó a ser editada por el Instituto Europeo de Iniciativas Educativas y, desde septiembre de 2014 por la Universidad Internacional de La Rioja (UNIR). En 1998, redujo sus cuatro números anuales a tres, manteniendo, sin embargo, las mismas seiscientas páginas habituales que tenía cuando se cerró el Instituto San José de Calasanz.

## Objetivos

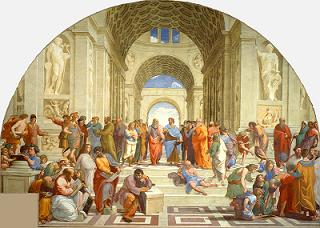
La escuela de Atenas.

Desde sus inicios, la revista ha abierto sus puertas tanto a autores de cualquier parte del mundo como a cualquier preocupación pedagógica, con la finalidad de responder a las necesidades científicas del momento.
Por ello, en su último cambio de diseño escogió el signo distintivo de una rueda. Con lo que se pretendió simbolizar: la inventiva y el movimiento hacia delante, el ojo de la sabiduría que profundiza en el conocimiento de la realidad y el sol que irradia el saber haciendo amable la presentación de las ideas, así como la esfera terráquea, símbolo de una educación con vocación de plenitud e interesada por la sociedad en la que se desarrolla. Así las cosas, cuando en 2006 abrió un portal en Internet www.revistadepedagogia.org, unió a la rueda una panorámica de La escuela de Atenas, donde Rafael Sanzio pinta el que es, sin lugar a dudas, uno de los momentos más estelares de la pedagogía.

## Estructura de la revista y aportaciones originales
La revista tiene tres secciones básicas: Estudios, Notas e Informaciones. Los artículos que se publican tanto en Estudios como en Notas han de ser originales y cumplir los criterios de calidad exigido en sus evaluaciones, donde ya desde las advertencias para los autores se precisa que en la REP no tienen cabida los artículos de simple divulgación, las meras réplicas de modelos de investigación ajenos o los resúmenes de trabajos más amplios, que carezcan de la específica unidad interna propia de un artículo de revista. Quizá cabría decir que en la sección de Estudios aparecen trabajos con un considerable peso teórico y en la de Notas los que tienen más elementos experimentales. Por otra parte, la REP introdujo como novedad en España, en 1990, el agrupamiento de un conjunto de trabajos unidos por un objeto de estudio común, confiando a veces la organización a un editor invitado. Desde 1998 hasta 2015 se han publicado veinticinco monográficos, donde los tres últimos abordan temas como «La Formación del Profesorado de Educación Secundaria. Revisión y propuestas de futuro» (N.º 261), «Reflexión filosófica y práctica educativa» (N.º 258) y «La educación como quehacer de convicciones. Homenaje académico a José Antonio Ibáñez-Martín» (N.º 254).
El siguiente apartado, Informaciones, tiene varios epígrafes. El primero es Actividades Pedagógicas, donde se recogen varios temas de interés del discurrir pedagógico que abarcan bien anuncios de próximos congresos de cierta relevancia o bien biografías de algunas personalidades del mundo de la educación recientemente fallecidas. Queda espacio, todavía, para las Reseñas Bibliográficas de algunos libros de interés publicados en cualquier parte del mundo a lo largo del último año. A su vez, dentro de este último epígrafe, se encuentran dos apartados más, los cuales se corresponden con otras formas de conocer el pulso de la actualidad: Una visita a la hemeroteca, que con frecuencia selecciona artículos destacados dentro de un mismo tema, y Una visita a la red, donde se refieren algunos alojamientos virtuales y significativos para el mundo de la educación, mostrándose así el interés en tener presentes las tecnologías digitales.
La revista concluye con una lista de Libros Recibidos, con un breve resumen del currículum vítae de todos los autores que han colaborado en ese número y con una Orientación para quienes deseen presentar originales. En el último número de cada año, además, hay un índice de todos los trabajos aparecidos en ese volumen. 
La estructura y los diversos elementos que la integran han supuesto que la REP se erija como pionera en muchos aspectos. En primer lugar, introdujo unos modos homogéneos para publicar los originales, referir las notas y la bibliografía. Para ello, primeramente, tuvo en cuenta las normas específicas ISO entonces vigentes para las revistas científicas, aunque poco atendidas en España en esos tiempos, y que a día de hoy se han concretado en los numerosos criterios formales Latindex, todos los cuales son observados por la publicación que nos ocupa. Más tarde, como señalamos con anterioridad, inició en España la costumbre de presentar, al menos una vez al año, una sección monográfica. En esa línea, se comenzaron a publicar artículos en inglés debido a la conveniencia de estar en contacto con el texto original de los autores. Del mismo modo, se instauró la evaluación anónima de los artículos, cuyo funcionamiento consiste en que ni autor ni revisores conocen la identidad del otro. Falta decir que estas iniciativas han culminado en la inclusión de la REP en las bases de datos y catálogos, nacionales y extranjeras, más distinguidas y selectas. Entre ellas, destaca haber sido la primera revista pedagógica escrita en español que ha conseguido estar presente en el Social Sciences Citation Index, en el Journal Citation Reports Social Sciences Edition, SCOPUS, ISOC, Latindex, ERIH PLUS, etc.

## Áreas de distribución e influencia de la REP
Sus suscriptores se encuentran mayoritariamente en España, pero hay un alto porcentaje de instituciones no españolas que la reciben, desde Taiwán a Roma y desde Pekín a Buenos Aires, además de un amplio número de universidades hispanoamericanas. En 2007, Ebsco incluyó en su base de datos los artículos completos de la revista.
En su web se pueden descargar los artículos publicados desde el año 2000 excepto los del último año, que se pueden comprar siguiendo el procedimiento de venta de artículos. En la base de datos JSTOR se encuentran todos los artículos publicados por la revista desde su creación. 
La REP posee perfiles en redes sociales como Facebook, Linkedin y Twitter.
Además, forma parte del Blog Aula Magna 2.0 junto con otras revistas científicas de educación de carácter generalista que publica información sobre temas educativos de actualidad, las propias revistas, monográficos, call for papers y otras entradas de interés para investigadores y educadores en general.

## Autores

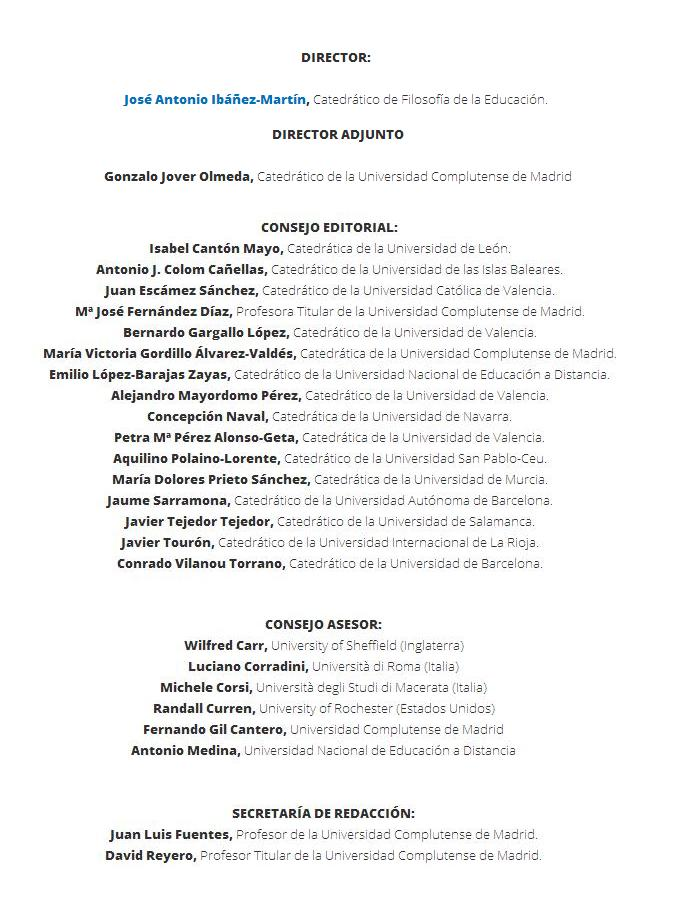
Equipo Editorial

A lo largo de su historia, un amplio número de personalidades académicas de prestigio en el ámbito pedagógico español e internacional han publicado en la REP.
La lista de artículos publicados desde 1990 hasta la actualidad muestra que en ella han aparecido trabajos de autores procedentes de más de cuarenta universidades españolas, estando entre las más activas la Universidad Complutense de Madrid, la Universidad de Barcelona y la Universidad Nacional de Educación a Distancia. Lo cual no significa que el círculo de publicaciones quede circunscrito a las fronteras españolas, sino que más de sesenta autores de universidades extranjeras también han visto publicados sus trabajos en la revista. En este sentido, cabe destacar la actividad de la Universidad do Porto, la Universidad de Stanford, Berkeley, Oxford, Harvard, Lille III, Sheffield, Tübingen, Lisboa o Venezuela. Así también, ni siquiera puede señalarse que, tanto nacional como internacionalmente, los trabajos procedan en exclusiva del ámbito universitario. Muestra de ello son los artículos provenientes de diversos centros ajenos a la universidad que publican sus investigaciones en la REP, entre los que encontramos colegios o Institutos de enseñanza secundaria, así como instituciones tan variadas como la Real Academia de Ciencias Morales y Políticas o la presidencia del Comité Español de UNICEF, entre otras instancias.